# Idaea brauneata
Idaea brauneata là một loài bướm đêm trong họ Geometridae.